# Муганло
Муганло (груз. მუღანლო) (До 2014 года Иормуганло (груз. იორმუღანლო) — село в Грузии. Находится в Сагареджойском муниципалитете края Кахетия. Высота над уровнем моря составляет 460 метров. Население — 2169 человек (2014).
На месторождении Мцаре Хеви вблизи села Иормуганло нефтегазовая компания Frontera Resources (США) обнаружила запасы природного газа в объёме 5,3 трлн кубометров. Причём сначала речь шла о 42 млрд кубометров, затем о триллионе и 3,8 триллионах кубометров газа.